# Zero Dark Thirty – A Bin Láden hajsza
A Zero Dark Thirty – A Bin Láden hajsza  (eredeti cím: Zero Dark Thirty) 2012-ben bemutatott amerikai filmthriller, amelyet Mark Boal forgatókönyvéből Kathryn Bigelow rendezett. A film zenéjét Alexandre Desplat szerezte. A főbb szerepekben Jessica Chastain, Jason Clarke és Joel Edgerton látható.
Az Amerikai Egyesült Államokban 2012. december 19-én mutatták be a mozikban a  Columbia Pictures forgalmazásában.

## Cselekmény
A film bemutatja azt az elszánt üldözést, amit a CIA egy kis ügynökcsoportja folytatott az elhíresült terrorista vezető, Oszáma bin Láden után, a 2001. szeptember 11-ei támadásokat követően. A Világkereskedelmi Központ ikertornyainak összeomlása, a Pentagon megtámadása és egy eltérített repülőgép lezuhanása után, amelyeket az al-Káida terrorszervezet követett el, az Egyesült Államok elindította a hajtóvadászatot, hogy a terrorcselekmények mögött álló főszervezőt, Oszama bin Ladent igazságszolgáltatás elé állítsa. Számos akadály és visszalépés ellenére a CIA kis ügynökcsoportja nem adta fel a küldetést, hogy megtalálja és eltávolítsa a rejtőzködő célpontot. A tízéves kutatás eredményeként végül sikerült elérniük a céljukat, a CIA különítménye behatol bin Laden búvóhelyére és megöli a terroristavezért.

## Szereplők
| Szereplő                                                                      | Színész          | Magyar hang       |
| ----------------------------------------------------------------------------- | ---------------- | ----------------- |
| Maya                                                                          | Jessica Chastain | Kiss Eszter       |
| Dan                                                                           | Jason Clarke     | Sarádi Zsolt      |
| Jessica                                                                       | Jennifer Ehle    | Spilák Klára      |
| George                                                                        | Mark Strong      | Galbenisz Tomasz  |
| Joseph Bradley                                                                | Kyle Chandler    | Gergely Róbert    |
| CIA-igazgató                                                                  | James Gandolfini | Borbiczki Ferenc  |
| Jack                                                                          | Harold Perrineau | Kálid Artúr       |
| Steve                                                                         | Mark Duplass     | Czvetkó Sándor    |
| Larry                                                                         | Édgar Ramírez    | Varga Rókus       |
| Patrick                                                                       | Joel Edgerton    | Juhász Zoltán     |
| Justin                                                                        | Chris Pratt      | Schneider Zoltán  |
| Nemzetbiztonsági tanácsadó                                                    | Stephen Dillane  | Rosta Sándor      |
| Ammar                                                                         | Reda Kateb       | Karácsonyi Zoltán |
| További magyar hangok                                                         |                  |                   |
| Albert Gábor, György-Rózsa Sándor, Mikula Sándor, Papp Dániel, Suhajda Dániel |                  |                   |